# Franco Pesce
Franco Pesce (* 11. August 1890 in Neapel; † 6. Dezember 1975 in Rom) war ein italienischer Schauspieler und Kameramann.

## Leben
Pesce, dessen Vater Ettore 1897 die ersten Filmvorführungen in Neapel veranstaltete, besuchte nach der Schulzeit das Institut Tecnico Superiore, um als lyrischer Bariton Gesang zu studieren. Bald jedoch interessierte er sich für die damals neue Filmkunst und begann 1910 als Assistent bei zwei neapolitanischen Produktionsgesellschaften. Er ging dann nach Rom und wurde ab 1920 zum technischen Leiter verschiedener Stummfilme. Mit dem Aufkommen des Tonfilms wurde er Kameramann und wandte sich Mitte der 1940er Jahre verstärkt der Schauspielerei zu, der er bis zum Ende seines Lebens treu blieb. In seinen kleinen und größeren Nebenrollen, fast 90 an der Zahl, spielte er zahlreiche Figuren, die Abenteuerfilmen, oftmals Italowestern, eine komische Note als Sidekick gaben; seine unnachahmliche Mimik legte ihn auf diese „lustigen“ Rollen fest; ernsthafte Auftritte waren selten.
Sein Pseudonym war Frank Fisher. 

## Filmografie (Auswahl)
- 1940: Melodie eterne
- 1951: Der Rebell von Neapel (Il conte di Sant'Elmo)
- 1952: Don Camillo und Peppone (Le petit monde de don Camillo)
- 1952: Männer ohne Tränen (La voce del silenzio)
- 1959: Wo der heiße Wind weht (La loi)
- 1961: Aufstand der Söldner (La rivolta dei mercenari)
- 1961: Hochwürden Don Camillo (Don Camillo monsignore… ma non troppo)
- 1965: Jetzt sprechen die Pistolen (¿Por qué seguir matando?)
- 1965: Der Killer der sündigen Mädchen (Le notti della violenza)
- 1966: Töte, Ringo, töte (Uno sceriffo tutto d'oro)
- 1967: Django – Dein Henker wartet (Non aspettare Django, spara)
- 1967: 100.000 verdammte Dollar (Voltati… ti uccido)
- 1968: Ein Colt für hundert Särge (Una pistola per cento bare)
- 1968: Django – den Colt an der Kehle (Chiedi perdono a Dio… non a me)
- 1968: Sartana – Bete um Deinen Tod (…Se incontri Sartana prega per la tua morte)
- 1968: Seine Winchester pfeift das Lied vom Tod (I lunghi giorni dell'odio)
- 1969: Orgasmo
- 1969: Sartana – Töten war sein täglich Brot (Sono Sartana, il vostro becchino)
- 1969: Seine Kugeln pfeifen das Todeslied (Il pistolero dell' Ave Maria)
- 1970: Drei Halunken und ein Halleluja (Roy Colt & Winchester Jack)
- 1970: Sartana kommt… (Una nuvola di polvere… un grido di morte… arriva Sartana)
- 1970: Sartana – noch warm und schon Sand drauf (Buon funerale, amigos… paga Sartana)
- 1970: Shangos letzter Kampf (Shango la pistola infallibile)
- 1970: Todespiste Le Mans (Le Mans scorciatoia per l'inferno)
- 1971: Man nennt mich Halleluja (Testa t'ammazzo, croce… sei morto! Mi chiamano Alleluja)
- 1971: Il tredicesimo è sempre Giudà
- 1972: Una bala marcada
- 1972: Fünf Klumpen Gold (Tutti fratelli nel West… per parte di padre)
- 1972: Ein Halleluja für Spirito Santo (Un oomo avvisato mezzo ammazzato… Parola di Spirito Santo)
- 1972: Was? (Che?)
- 1975: Wir sind die Stärksten (Noi non siamo angeli)
- 1976: Vier Fäuste – Hart wie Diamanten (Il vangelo secondo Simone e Matteo)
- 1976: Der Colt Gottes (Diamante lobo)